# Gustav Friedrich Waagen
Gustav Friedrich Waagen (født 11. februar 1794 i Hamborg, død 15. juli 1868 i København under en rejse) var en tysk kunsthistoriker. Der var stor respekt omkring hans meninger i England, og han blev inviteret til landet for at give input til undersøgelser af National Gallery i London, som han var kandidat til at blive direktør af.
Han døde under et besøg til København i 1868.